# السياحة في أندورا

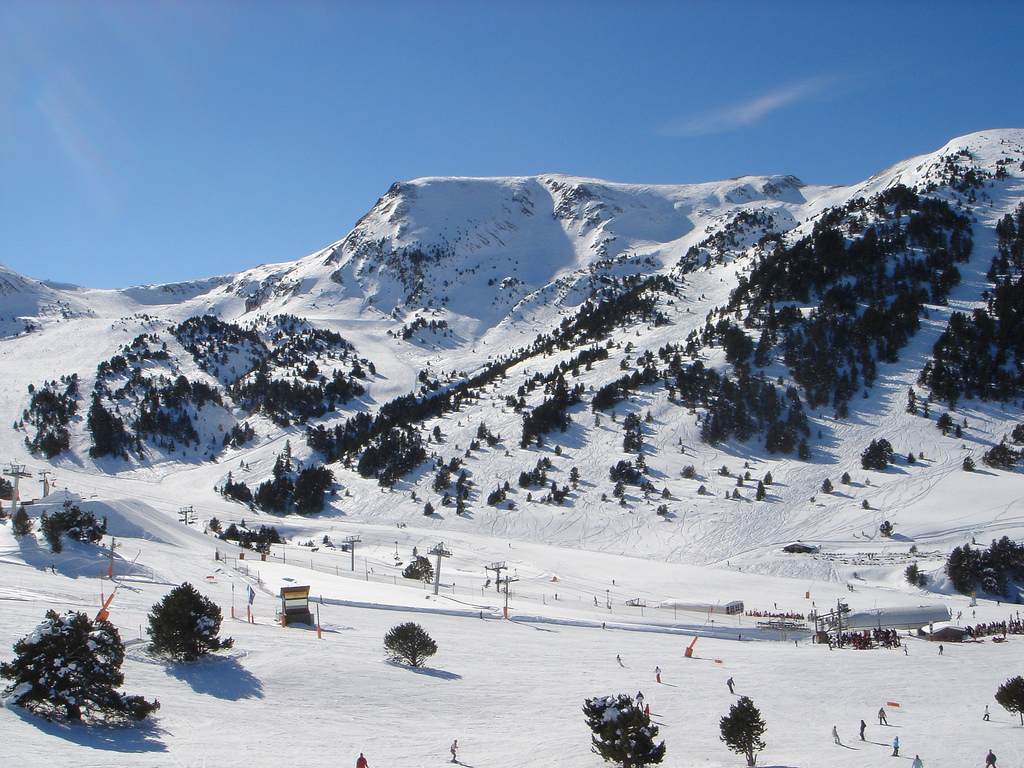
منتجع جراندفاليرا للتزلج

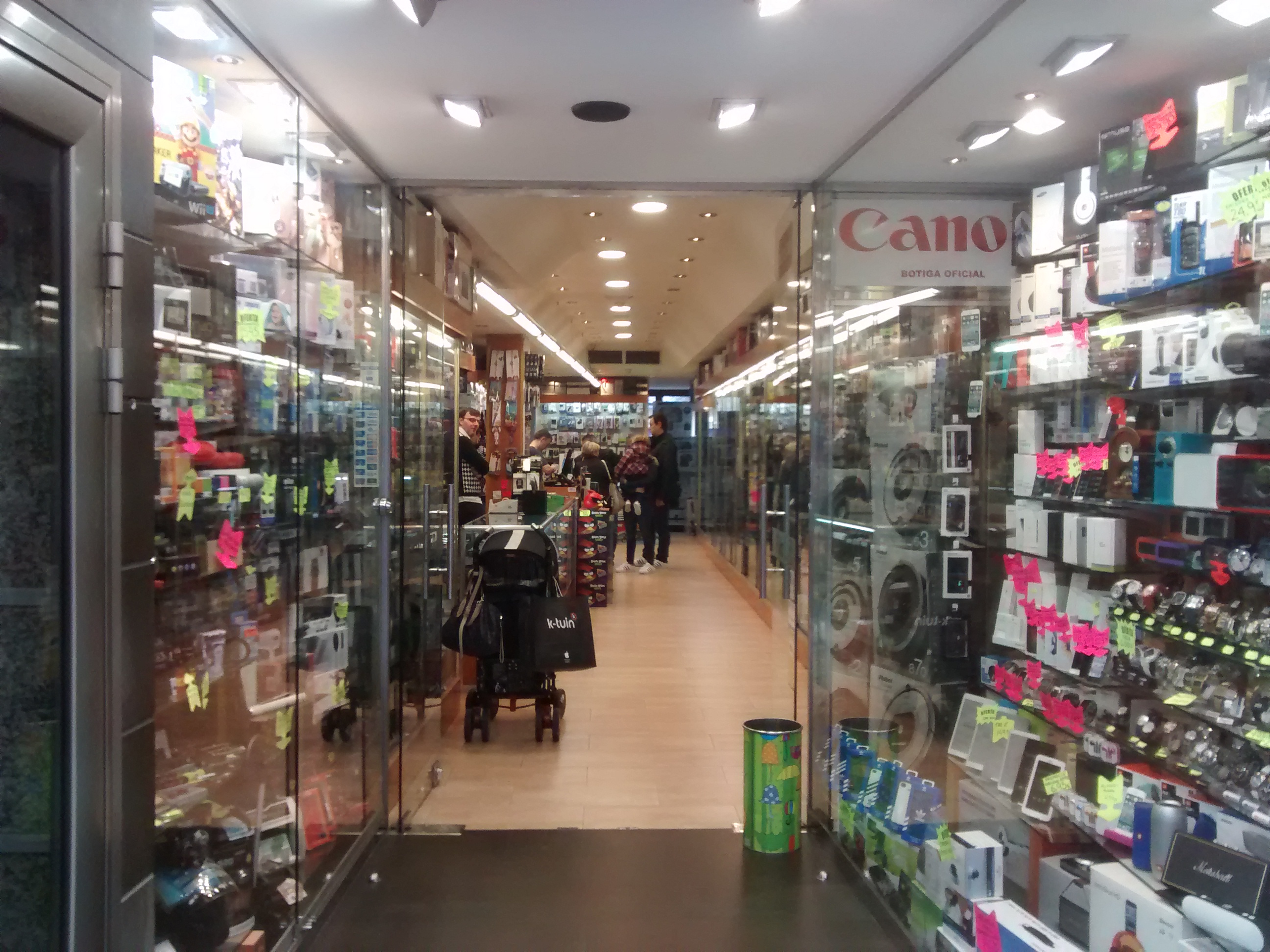
يأتي العديد من السياح إلى أندورا للتسوق.

أندورا هي وجهة سياحية في أوروبا. يوجد في أندورا العديد من منتجعات التزلج الكبرى، بما في ذلك سولديو/التارتر وبال/أرينسال. تحظى هذه الجبال بشعبية كبيرة لدى السياح القادمين من إسبانيا وفرنسا والمملكة المتحدة، وخاصة لأن منحدراتها اللطيفة نسبيًا مثالية للأشخاص الأقل خبرة وكذلك العائلات. تعد مدارس التزلج في أندورا من بين أكبر المدارس في أوروبا. نظرًا لأنها ليست عضوًا في الاتحاد الأوروبي، فإن أندورا قادرة على بيع مجموعة واسعة من المنتجات المعفاة من الرسوم الجمركية، بما في ذلك الكحول والعطور والسجائر. وهذه الأسعار أقل بكثير من تلك الموجودة في الدول المجاورة، وتشكل مصدرا مربحا للإيرادات بالنسبة للبلاد. تتمتع أندورا أيضًا بالعديد من مسارات المشي لمسافات طويلة والتي يمكن استكشافها خلال أشهر الصيف، عندما يذوب الثلج.
تشير مصادر عام 2008 إلى أن عدد الزوار بلغ 10.2 مليون زائر. 